# 星期四岛
星期四岛（英語：Thursday Island，缩写为TI），当地原住民称作Waiben，是托雷斯海峡群岛的首府和商业中心。它位于澳大利亚昆士兰州约克角半岛以北39公里的托雷斯海峡。星期四岛面积大约3.5平方千米。星期四岛的最高点是海拔104米的米尔曼山，一处二战时的防御工事。2011年人口普查显示，星期四岛有2610人口。